# Hind Sahli
Pour les articles homonymes, voir Sahli.
Hind Sahli, née à Rabat en 1990, est une femme mannequin d’origine marocaine.

## Biographie
Née à Rabat en 1990, et élevée à Casablanca, elle a souhaité devenir mannequin dès son adolescence. « J'ai toujours voulu être mannequin », explique-t-elle, et ce malgré des réticences dans son entourage : « Il y avait ce sentiment qu'il était impossible de devenir mannequin. Ce n'est pas dans notre culture, ce n'est pas considéré comme une véritable profession ».
À 16 ans, elle se présente à un magazine de mode local. On l'oriente vers Elite, unique agence internationale de Casablanca, à l’époque. L’équipe était prête à l'envoyer à Paris, mais elle ne parvient pas à obtenir de visa. Elle doit attendre deux ans avant de pouvoir refaire une demande, et se rendre à Paris, à 18 ans. Elle y constate au sein de l’agence que  « toutes les filles étaient blondes et aux yeux bleus ». Mais elle ne se laisse pas abattre pour autant.
Elle franchit une étape lorsque Steven Meisel la photographie pour l’édition italienne de Vogue en mai 2010. Marc Jacobs l'engage ensuite pour le défilé Louis Vuitton à Paris. Elle s'installe  à New York : « J'aime tellement New York et c'est définitivement chez moi, mais je ne peux pas vivre sans le Maroc. J'y retourne tout le temps ». Ayant signé avec l’agence DNA dans cette ville, elle défile aussi pour d’autres maisons de mode et stylistes bien connus telles que Oscar de la Renta, Paul Smith, Jean Paul Gaultier, Kenzo, etc.,.
Sur son travail, elle indique, à propos du regard des occidentaux : « Ma plus grande fierté est d’être un modèle pour les jeunes femmes et d'avoir le privilège de représenter le Maroc dans l'industrie en tant que femme musulmane libre de pensée et indépendante. Beaucoup de gens ne connaissent pas ou ont une image un peu datée du Maroc. C’est notre responsabilité́ de faire évoluer cela ». Et à propos du regard des intégristes islamiques, cette fois : « Mon travail ou ma façon de vivre, de m’habiller ne sont pas le miroir de mes convictions religieuses qui ne regardent que moi ».